# Histoire de la Slovénie pendant la Seconde Guerre mondiale
L'histoire de la Slovénie pendant Seconde Guerre mondiale débute en avril 1941 et dure jusqu'en mai 1945. Les terres slovènes furent dans une situation unique pendant la Seconde Guerre mondiale en Europe, seule la Grèce partagea son expérience de trisection, cependant, Drava Banovina (à peu près la Slovénie d'aujourd'hui) fut la seule région ayant connu une étape supplémentaire — l'absorption et l'annexion au sein de l'Allemagne nazie voisine, l'Italie fasciste et la Hongrie. Le territoire habité par les Slovènes était divisé en grande partie entre l'Allemagne nazie et le royaume d'Italie, avec des territoires plus petits occupés et annexés par la Hongrie et l'État indépendant de Croatie.

## Occupation, résistance, collaboration, guerre civile et crimes d'après-guerre

Les zones d'occupations de la Slovénie carte basée sur son territoire actuel durant la Seconde Guerre mondiale. En vert clair : la province de Ljubljana (zone italienne) ; en brun : la zone allemande ; en jaune : la zone hongroise. En vert foncé : zone déjà annexée par l'Italie avant la guerre, par le traité de Rapallo de 1920.

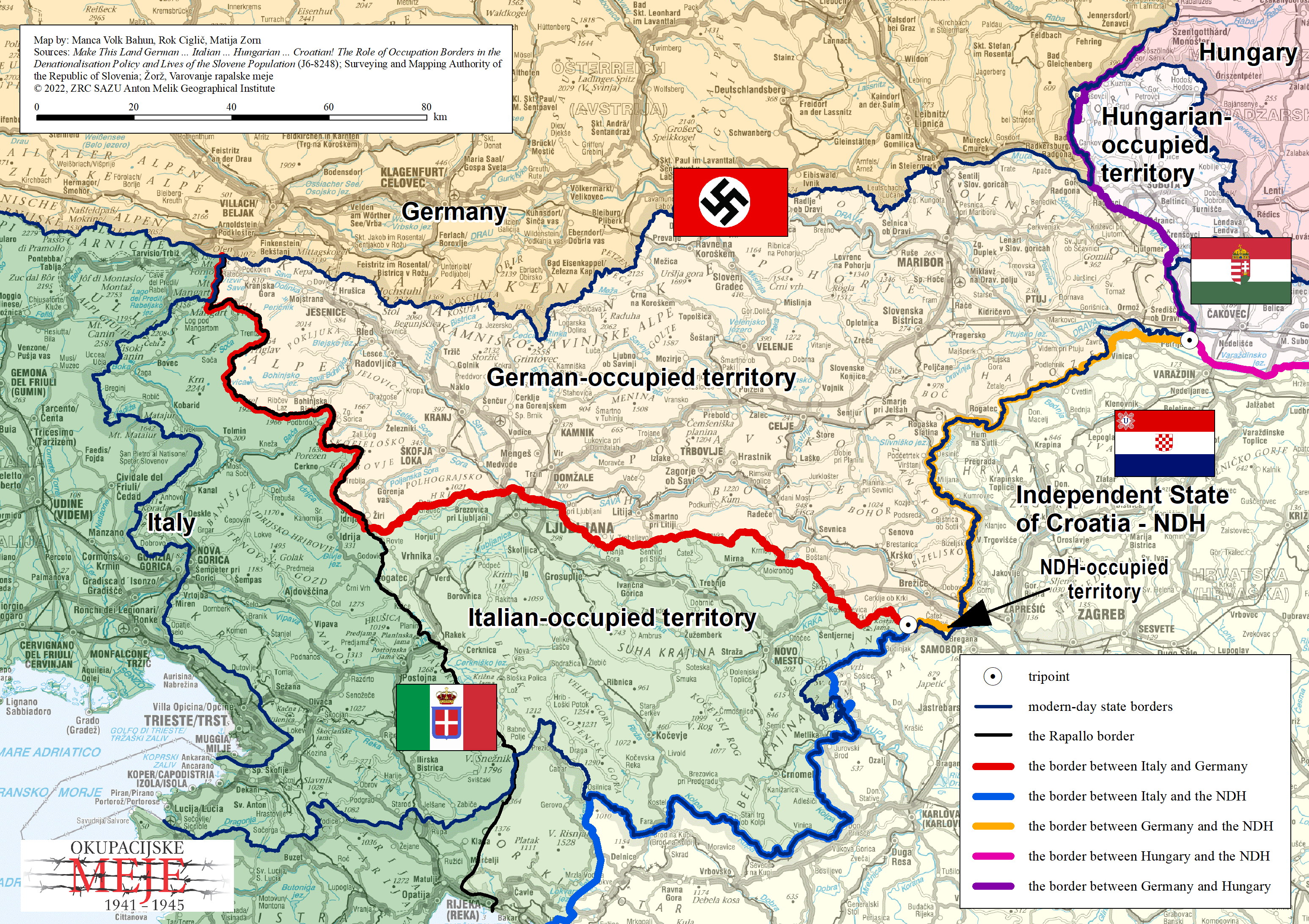
Frontières mises en place par l'occupant en Slovénie entre 1941 et 1945.

Le 6 avril 1941, la Yougoslavie est envahie par les puissances de l'Axe. Ce jour-là, une partie du territoire colonisé par les Slovènes est occupée par l'Allemagne nazie. Le 11 avril 1941, d'autres parties du territoire sont occupées par l'Italie et la Hongrie. Les Allemands occupent la Haute-Carniole, la Basse-Styrie, la partie nord-ouest de Prekmurje et la partie nord de la Basse-Carniole. Les Italiens occupent la Carniole intérieure, la majorité de la Basse-Carniole et Ljubljana, tandis que les Hongrois occupent la majeure partie de Prekmurje, qui avant la Première Guerre mondiale appartenait à la Hongrie. La résistance de l'armée du royaume de Yougoslavie est insignifiante. En 2005, des auteurs slovènes publient pour la première fois des informations sur six villages de la Basse-Carniole, annexés par l'État indépendant de Croatie, et un historien basé à Maribor publie pour la première fois des recherches originales à ce sujet en 2011, mais on ne sait toujours pas pourquoi les villages de Drava Banovina ont été occupé contrairement à un traité germano-croate connu.

### Sous l'occupation nazie

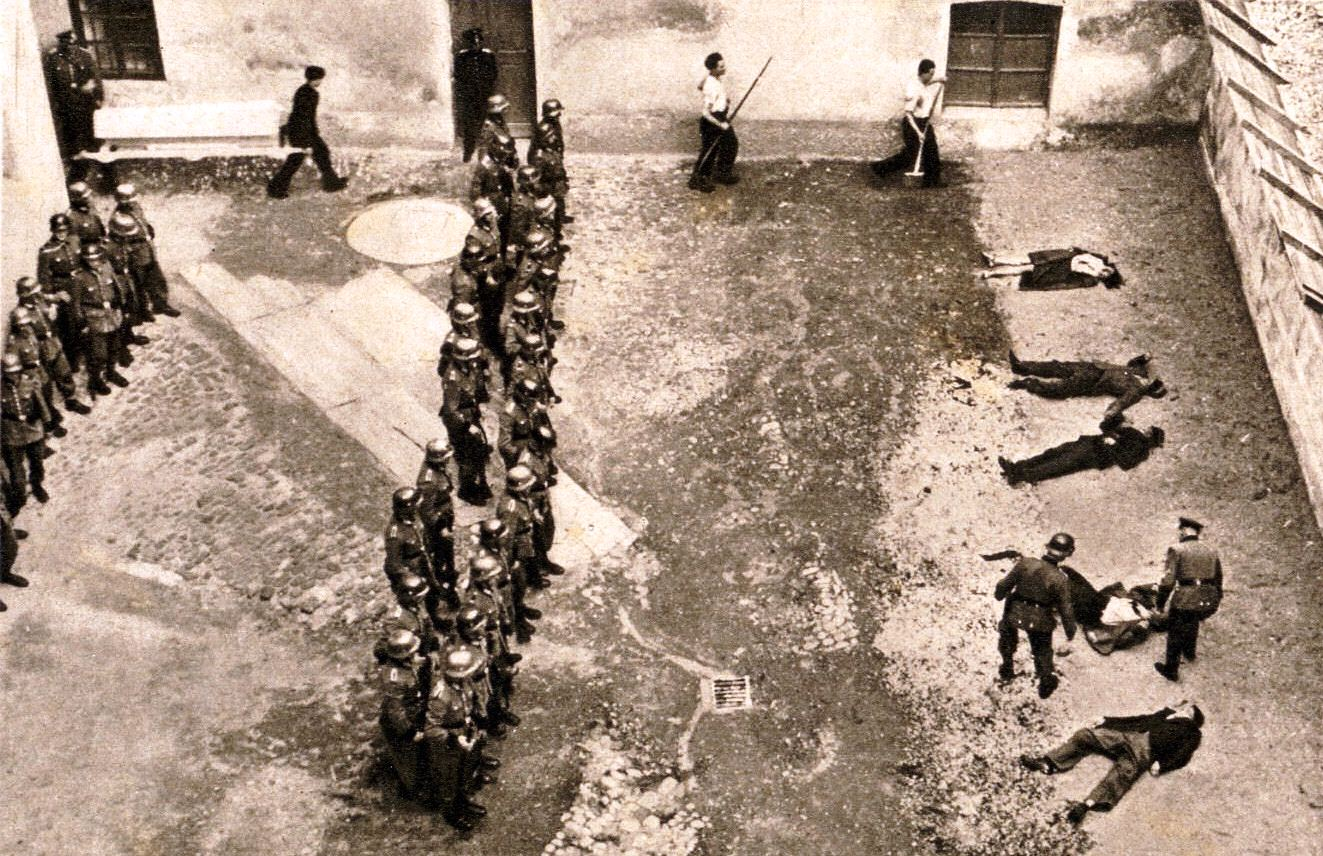
Allemands exécutant des centaines d'otages slovènes à Celje, le 22 juillet 1941.

Les Allemands ont un plan de l'emplacement forcé de la population slovène dans le soi-disant Triangle de Rann. La zone est la zone frontalière vers la zone d'occupation italienne. Les Gottscheers allemands auraient dû être déplacés vers cette région et d'une barrière ethnique vers d'autres terres slovènes. Le reste de la population slovène de Basse-Styrie était considéré comme des Wendes, qui auraient dû être assimilés. Les militants nationalistes et les personnes qui ont déménagé d'autres parties de la Yougoslavie après 1919 ont été expulsés vers les États fantoches de la Serbie de Nedić et du NDH. Parce qu'Hitler s'opposait à ce que les Gottscheers allemands de souche soient dans la zone d'occupation italienne, ils en ont été expulsés. Environ 46 000 Slovènes ont été transportés en Saxe en Allemagne afin de faire de la place aux Gottscheers relocalisés.
La majorité des victimes slovènes pendant la guerre étaient originaires du nord de la Slovénie, c'est-à-dire Basse-Styrie, Haute-Carniole, Vallée centrale de la Sava et Carinthie slovène. Cependant, leur annexion formelle au « Reich allemand » a été reportée en raison de l'installation des nouveaux « Gauleiter » et « Reichsstatthalter » de Carinthie d'abord, avant que les nazis n'abandonnent leur plan face à la pression des partisans slovènes (en), qu'ils voulaient cibler en premier. Seule la vallée de Meža fit initialement partie du « Reichsgau Kärnten ».

### Persécution nazie de l'Église
La persécution nazie contre l'Église catholique dans la Slovénie annexée est semblable à celle produite dans les régions annexées de la Pologne. Moins de six semaines après l'occupation nazie, seuls 100 des 831 prêtres du diocèse de Maribor et d'une partie du diocèse de Ljubljana sont restés libres. Le clergé a été persécuté et envoyé dans des camps de concentration, et les ordres religieux ont vu leurs biens saisis.

### Sous l'occupation de l'Italie fasciste
Comparée à la politique allemande dans le nord de la Slovénie occupée par les nazis et à l'italianisation forcée des fascistes dans l'ancien littoral autrichien annexé après la Première Guerre mondiale, la politique italienne initiale dans le centre de la Slovénie n'était pas aussi violente. Des dizaines de milliers de Slovènes de la Basse-Styrie et de la Haute-Carniole occupées par les Allemands se sont enfuis dans la province de Ljubljana jusqu'en juin 1941.
Cependant, après le début de la résistance dans la province de Ljubljana, la violence italienne contre la population civile slovène a facilement égalé celle des Allemands. La province a vu la déportation de 25 000 personnes — ce qui équivaut à 7,5% de la population totale de la province — dans l'une des opérations les plus drastiques d'Europe qui a rempli de nombreux camps de concentration italiens, comme le camp de concentration de Rab, le camp de concentration de Gonars, Monigo (Trévise), Renicci d'Anghiari, Chiesanuova et autres. Pour réprimer la résistance croissante des partisans slovènes, Mario Roatta adopta des mesures draconiennes d'exécutions sommaires, de prises d'otages, de représailles, d'internements et d'incendies de maisons et de villages entiers. L'opuscule de 200 pages, appelé « Circulaire C3 », directives destinées aux officiers, sera le triste exemple des exactions commises contre les populations civiles. Une clôture en fil de fer barbelé — qui est aujourd'hui le Le Chemin du Souvenir et de l'Amitié — a été installée autour de Ljubljana afin d'empêcher la communication entre les militants clandestins de la ville à Ljubljana et la majorité des partisans de la campagne environnante.

### Résistance

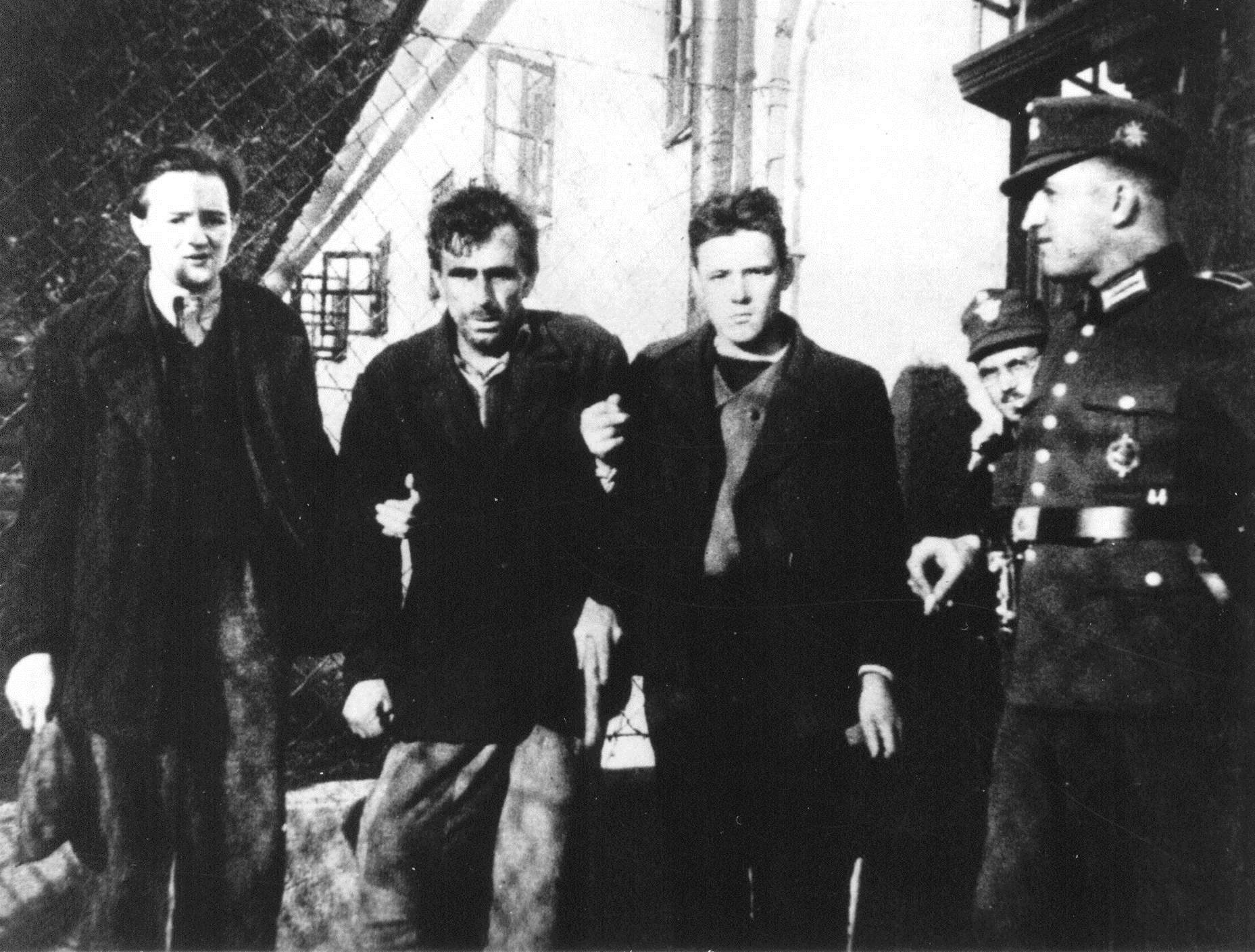
Prisonniers de Begunje na Gorenjskem, 1941.

Le 26 avril 1941, plusieurs groupes forment le Front de libération slovène, qui est la principale force de résistance pendant la guerre. Le front est d'abord une « plate-forme démocratique ». Avec la Déclaration des Dolomites, signée en mars 1943, les communistes l'ont pourtant monopolisé. Il a émis son propre programme radio appelé Kričač dont l'emplacement n'a jamais été connu des forces d'occupation, qui ont dû confisquer les antennes des récepteurs à la population locale afin d'empêcher d'écouter la radio du Front de libération. Son bras militaire se compose des Partisans slovènes. Ils ont conservé leur structure organisationnelle spécifique et la langue slovène comme communication dominante jusqu'aux derniers mois de la Seconde Guerre mondiale, lorsque celle-ci a été supprimée comme langue dominante. En mars 1945, les unités partisanes slovènes ont été officiellement fusionnées avec l'armée yougoslave et ont ainsi cessé d'exister en tant que formation distincte.
Au tout début, les forces partisanes slovènes étaient relativement petites, mal armées et sans aucune infrastructure, mais les vétérans de la guerre civile espagnole parmi eux avaient acquis une certaine expérience des méthodes de guérilla pour combattre l'ennemi. Les activités partisanes dans les terres slovènes étaient initialement indépendantes des partisans de Tito dans le sud. À l'automne 1942, Tito tenta pour la première fois de contrôler le mouvement de résistance slovène. La fusion des partisans slovènes avec les forces de Tito eut lieu en 1944,.
En décembre 1943, l'hôpital partisan Franja (en) a été construit sur un terrain difficile et accidenté, au cœur de l'Europe occupée par les Allemands, à seulement quelques heures de l'Autriche et des parties centrales du Troisième Reich. L'activité militaire allemande était fréquente dans la région générale tout au long du fonctionnement de l'hôpital, connaissant des améliorations continues jusqu'en mai 1945.

### Tueries de la guerre civile et de l'après-guerre
À l'été 1942, une guerre civile entre les Slovènes éclate. Les deux factions combattantes oppose les Partisans slovènes et la milice anticommuniste parrainée par l'Italie, surnommée par les communistes la « Garde blanche », plus tard réorganisée sous le commandement nazi en tant que Garde nationale slovène. De petites unités de Tchetniks slovènes existent également en Basse-Carniole et en Styrie. Les partisans opèrent sous le commandement du Front de libération (OF) et de la résistance yougoslave de Tito, tandis que le Pacte slovène sert de bras politique à la milice anticommuniste. La guerre civile se limite principalement à la province de Ljubljana, où opéraient plus de 80 % des unités anti-partisans slovènes. Entre 1943 et 1945, des milices anticommunistes plus petites prospèrent dans certaines parties du littoral slovène et en Haute-Carniole, alors qu'elles sont pratiquement inexistantes dans le reste du pays. En 1945, le nombre total de miliciens anticommunistes slovènes atteint 17 500.
Immédiatement après la guerre, quelque 12 000 membres de la Garde nationale slovène sont tués dans les massacres de Kočevski Rog, tandis que des milliers de civils anticommunistes sont tués au cours de la première année après la guerre. Ces massacres sont réduits au silence et restent un sujet tabou jusqu'à ce qu'une interview d'Edvard Kocbek soit publiée par Boris Pahor dans sa publication Zaliv, provoquant le scandale Zaliv en 1975 dans la Yougoslavie de Tito.

### Fin de la guerre et séquelles
La Seconde Guerre mondiale dans les terres slovènes dure jusqu'à la mi-mai 1945. Le 3 mai, l'État national de Slovénie est proclamé comme faisant partie du royaume de Yougoslavie. La libération de Ljubljana, la capitale de la Slovénie désormais indépendante, est annoncée le 9 mai 1945. La dernière bataille fut la bataille de Poljana, qui eut lieu près de Prevalje les 14 et 15 mai 1945, quelques jours après la capitulation officielle de l'Allemagne nazie. Des centaines d'italiens ethniques de la Vénétie julienne sont tués par l'armée yougoslave et les forces partisanes dans les massacres des foibe ; quelque 27 000 Italiens d'Istrie ont fui l'Istrie slovène des persécutions communistes dans le soi-disant exode istrien-dalmatien. Les membres de la minorité ethnique allemande ont fui ou ont été expulsés de Slovénie.

## Nombre de victimes
Le nombre total de victimes de la Seconde Guerre mondiale en Slovénie est estimé à 97 000. Ce nombre comprend environ 14 000 personnes tuées ou mortes pour d'autres raisons liées à la guerre immédiatement après la fin de la guerre, et la minuscule communauté juive, quasiment anéantie pendant la Shoah. De plus, des dizaines de milliers de Slovènes ont quitté leur patrie peu après la fin de la guerre. La plupart d'entre eux se sont installés en Argentine, au Canada, en Australie et aux États-Unis.
D'après une autre source, le nombre total de victimes de la Seconde Guerre mondiale en Slovénie est estimé à 89 000, tandis que 14 000 personnes perdent la vie immédiatement après la fin de la guerre. Le nombre total de victimes de la Seconde Guerre mondiale en Slovénie est donc d'environ 7,2 % de la population d'avant-guerre, ce qui est supérieur à la moyenne yougoslave et parmi les pourcentages les plus élevés d'Europe.

## Non-extradition des criminels de guerre italiens
Les documents retrouvés dans les archives britanniques par l'historienne britannique Effie Pedaliu et par l'historien italien Davide Conti souligne que la mémoire de l'existence des camps de concentration italiens et des crimes de guerre italiens a été refoulée en raison de la guerre froide. La Yougoslavie, la Grèce et l'Éthiopie ont demandé l'extradition de 1 200 criminels de guerre italiens qui ne rendront jamais de comptes devant la justice comme lors du procès de Nuremberg, visant les criminels nazis. L'extradition n'aura jamais lieu car les gouvernements des alliés occidentaux voyaient dans le gouvernement de Pietro Badoglio la garantie d'une Italie d'après-guerre anticommuniste.